# Sauropus yanhuianus
Sauropus yanhuianus är en emblikaväxtart som beskrevs av Ping Tao Li. Sauropus yanhuianus ingår i släktet Sauropus och familjen emblikaväxter. Inga underarter finns listade i Catalogue of Life.